# Phallostethus cuulong
Phallostethus cuulong é uma espécie de peixe da família Phallostethidae encontrado no Vietnã.
Os machos desta espécie, como os dos restantes membros da família Phallostethidae, possuem um órgão muscular sob a mandíbula inferior chamado priapium, que é utilizado em conjunto com as barbatanas pélvicas para agarrar as fêmeas durante a cópula. Adjacentes a este órgão estão os testículos. Nas fêmeas, o oviduto fica na garganta, e a posição destes órgãos genitais permite a fertilização interna, diminuindo a quantidade de esperma perdida para o ambiente. A cópula é feita pela cabeça, e os dois indivíduos ficam em formato de "V".
A espécie tem distribuição natural nas águas rasas e salobras do delta do rio Mekong, na província de Soc Trang, Vietnã. O animal mede em torno de 23 milímetros.
Nove espécimes foram coletados em 2009, e a espécie foi descrita em 2012.

## Etimologia
O epíteto específico deriva de Cưu Long, um dos nomes do rio Mekong, significando "nove dragões", devido aos vários canais percorridos pelo rio em seu delta.